# Braniewo (gemeente)
De gemeente Braniewo is een landgemeente in het Poolse woiwodschap Ermland-Mazurië, in powiat Braniewski.
De gemeente telt 22 administratieve plaatsen (solectwo): Bobrowiec, Garbina, Gronowo, Grzechotki, Jarocin, Klejnowo, Krasnolipie, Krzewno, Mikołajewo, Nowa Pasłęka, Pęciszewo, Podgórze, Rodowo, Rogity, Rusy, Stępień, Szyleny, Świętochowo, Wola Lipowska, Zakrzewiec, Zawierz, Żelazna Góra en 1 samodzielne osiedle Lipowina.
De zetel van de gemeente is in Braniewo.
Op 30 juni 2004 telde de gemeente 6428 inwoners.

## Oppervlakte gegevens
In 2002 bedroeg de totale oppervlakte van gemeente Braniewo 306,93 km², waarvan:
- agrarisch gebied: 60%
- bossen: 22%

De gemeente beslaat 25,48% van de totale oppervlakte van de powiat.

## Demografie
Stand op 30 juni 2004:
| Omschrijving                   | Totaal | Totaal | Vrouwen | Vrouwen | Mannen | Mannen |
| ------------------------------ | ------ | ------ | ------- | ------- | ------ | ------ |
| eenheid                        | aantal | %      | aantal  | %       | aantal | %      |
| inwoners                       | 6428   | 100    | 3169    | 49,3    | 3259   | 50,7   |
| bevolkingsdichtheid (inw./km²) | 20,9   | 20,9   | 10,3    | 10,3    | 10,6   | 10,6   |

In 2002 bedroeg het gemiddelde inkomen per inwoner 1149,4 zł.

## Miejscowości bez statusu sołeckiego
Bemowizna, Brzeszczyny, Cielętnik, Działy, Elżbiecin, Glinka, Goleszewo, Grodzie, Gronówko, Grzędowo, Józefówo, Kalina, Kalinówek, Kiersy, Klejnówko, Maciejewo, Marcinkowo, Młoteczno, Podleśne, Prątnik, Prętki, Rudłowo, Rydzówka, Różaniec, Stara Pasłęka, Strubiny, Ujście, Ułowo, Wielewo, Wikielec, Wilki, Zgoda

## Aangrenzende gemeenten
Braniewo, Frombork, Lelkowo, Pieniężno, gemeente Płoskinia. De gemeente grenst aan Rusland.